# RASL
RASL è una serie a fumetti statunitense ideata e disegnata dal pluripremiato fumettista Jeff Smith, pubblicata dalla casa editrice indipendente Cartoon Books. Il protagonista del fumetto è l'ex-scienziato Robert Jhonson (ora chiamato RASL), che grazie a una speciale apparecchiatura riesce a muoversi tra universi paralleli. Dopo aver abbandonato il dipartimento di ricerche dell'esercito è divenuto un fuggitivo e ladro d'opere d'arte di altri mondi. L'opera viene presentata come un noir fantascientifico che trae spunto dalle opere e dalla vita dello scienziato croato Nikola Tesla, dalle quelle di Michio Kaku, e da altri testi di fisica quantistica quali Fabric of the Cosmos di Brian Greene e Secrets of the Unified Fields di Joseph P. Pharrell. 
L'opera è stata acclamata dalla critica ed ha ricevuto il prestigioso Eisner Award.

## Trama
Nella versione definitiva a colori la serie è stata raccolta in tre volumi trade paperback che suddividono (secondo l'autore) i tre principali archi narrativi della storia. I titoli sono RASL Book One: The Drift (o Volume 1: La Faglia nell'edizione italiana), RASL Book Two: Romance at the Speed of Light (stesso titolo per l'edizione italiana) e RASL Book Three: The Fire of St.George (o Volume 3: Il fuoco di S.Giorgio nell'edizione italiana).

### The Drift
Rasl, il cui vero nome è Robert Johnson, è un ex-scienziato che ha contribuito ad ideare un macchinario per viaggiare in universi paralleli. Ha sviluppato questa tecnologia quando lavorava ad un progetto segreto del governo al fine di poter utilizzare alcune delle più avanzate teorie di Nikola Tesla per costruire un raggio denominato Fire of Saint George, capace di fermare attacchi missilistici, colpire il nemico e persino modificare il tempo atmosferico. Tale invenzione rientra nel Tesla Project a cui erano stati assegnati lo stesso Robert, il suo miglior amico Miles e la moglie di questi Maya (con cui Robert ha una relazione). Parallelamente sviluppano una tuta (denominata Immersion Suit) che ufficialmente serve a scopi militari ma che, opportunamente modificata porta alla sconvolgente possibilità di viaggiare in universi paralleli. Quando capisce il potenziale dell'attrezzatura sviluppata e del reale pericolo che può rappresentare se usata dall'esercito o dal settore privato, la ruba e fugge, senza rivelare qual è l'ultimo codice necessario per il funzionamento del progetto. La tuta è composta da due turbine elettromagnetiche in grado di piegare lo spazio-tempo, poste sulle spalle a cui si legano di propulsori più piccoli a livello delle ginocchia. Inoltre per compiere il salto, Rasl indossa una strana maschera che ricorda quelle usate dagli sciamani durante i riti tribali. Con il tempo impara a viaggiare tra gli universi paralleli, arrivando a capire che è fondamentale la meditazione e la consapevolezza della propria destinazione prima di compiere un balzo. Per vivere in fuga dalle istituzioni e organizzazioni segrete, diventa un ladro del multiverso. Ruba dipinti famosi da terre parallele per poi consegnarli a dei ricettatori suo mondo d'origine. Mentre sta portando a compimento il 

Copertina di Rasl Vol.1 - La Faglia, di Jeff Smith. Edizione italiana BAO Publishing (2012)

 furto di un Picasso, si trova addosso un sicario che è stato mandato da un dipartimento (affiliato all'apparato industriale-militare) noto come The Compound. Anche lui utilizza la stessa attrezzatura di Rasl ma solo più evoluta e il suo aspetto è bizzarro in quanto ha un viso che presenta dei lineamenti ibridi tra quelli di uomo e di un rettile. Il suo nome pare essere Sal e il loro primo incontro avviene su una Terra che non è quella di origine di Rasl, il quale comunque riesce a fuggire e torna al suo mondo dove si rifugia nella casa della donna di cui è ora innamorato, ovvero Annie. Si tratta di una relazione iniziata dopo che ha abbandonato il Compound e quindi ogni rapporto con Maya. Sal però lo rintraccia anche qui e uccide barbaramente la sua amata Annie, Rasl capisce che la tuta del suo avversario ha un sistema avanzato di rintracciamento. Non può sfuggirgli attraverso il Multiverso, deve affrontarlo e capire chi è il mandante. Concentrandosi riesce a rintracciarlo (anche perché Sal vuole essere trovato), tra i due ha però la meglio il sicario della Compound il quale potrebbe ucciderlo ma invece gli pone un ultimatum. Secondo il gruppo per cui lavora, Rasl deve aver avuto accesso a dei documenti protetti dalla sicurezza nazionale e che riguardano un esperimento voluto dal presidente Franklin Delano Roosevelt come parte del Progetto Manhattan. Si riferisce al fallimentare Philadelphia Experiment portato a termine della Marina nel 1943 sotto la supervisione dello stesso Albert Einstein. Oltre a questi Sal predtende i Diari Segreti di Nikola Tesla. Questa documentazione sarebbe alla base della tuta a immersione sviluppata da Rasl per viaggiare nel Multiverso. Se non consegna tale materiale, Sal ucciderà tutte le persone care a Robert in ogni universo parallelo immaginabile. Gli pone inoltre un quesito: <<Ti sei mai chiesto perché non hai mai incontrato una versione alternativa di te stesso in uno dei tuoi viaggi?>>. Rasl non si è mai posto realmente il problema e la questione lo lascia confuso e incerto sulla stessa struttura delle realtà tra cui viaggia. Inoltre incontra apparentemente per caso una strana bambina taciturna e dallo sguardo assente che sembra seguirlo per volergli comunicare qualcosa. La vita di Robert Joseph (alias Rasl) sta diventando più bizzarra e incerta di quanto sia mai stata.

### Romance at the Speed of Light
I documenti richiesti da Sal erano giunti in possesso di Robert quando collaborava al progetto Fuoco di San Giorgio insieme a Miles e Maya. Gli erano stati consegnati da un misterioso e anziano 

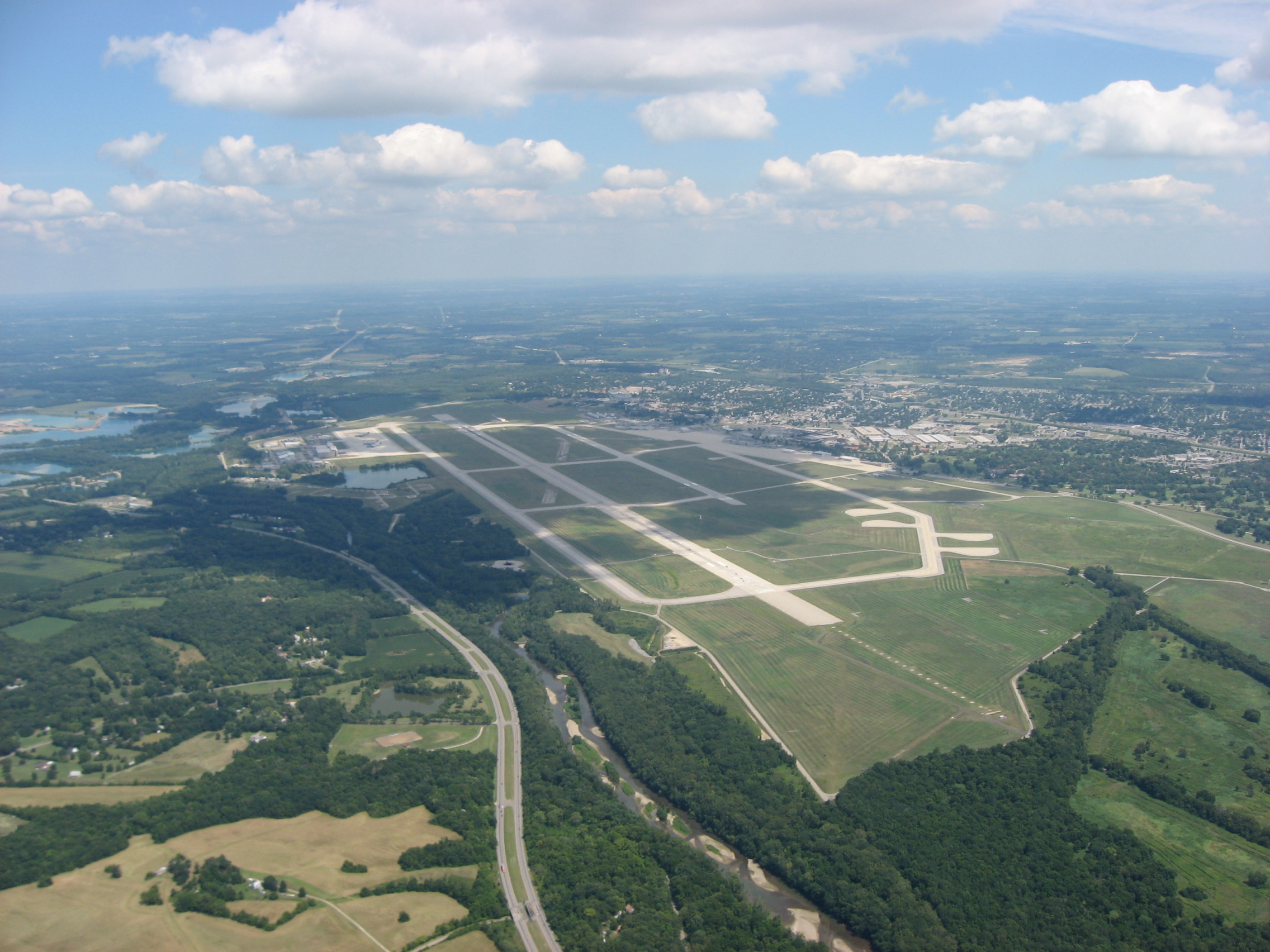
Vista aerea della base dell'aeronautica Wright-Patterson. Il luogo nel quale (nel fumetto) al Dottor Robert Johnson vengono consegnati i Diari di Nikola Tesla (foto del 2008).

curatore degli archivi militari della base militare Wright-Patterson Air Force Base. Quando Robert lo interroga sul perché li stia dando proprio a lui, gli viene risposto che il motivo è la sua propensione anti militarista e la sua consapevolezza della pericolosità portata dalle tecnologie di Tesla se sviluppata per l'apparato militare. Robert li tiene nascosti a Miles e Maya ma grazie ai diari si rende conto di quanto fossero avanzati gli studi di Tesla il quale era arrivato a sviluppare una sua teoria sul multiverso e di come l'energia elettromagnetica potesse essere il tramite e il flusso tra le membrane che separano i vari mondi. Questo lo convince definitivamente a sabotare l'arma sviluppata per l'esercito ovvero il Fire of Saint George. Per verificare le teorie di Tesla decide di completare lo sviluppo della tuta a immersione in accordo alle teorie apprese e, senza autorizzazione, fece il primo viaggio in un universo parallelo. Quando ha provato a convincere Miles a bloccare il progetto, gli ha spiegato che l'energia che l'arma di San Giorgio andrebbe a richiamare arriverebbe in massa anche da universi paralleli e se ne perderebbe il controllo causando disastri inimmaginabili tipo quello di Tunguska nel 1908, dietro il quale vi è probabilmente l'ultimo grande esperimento (andato fuori controllo) di Tesla. Miles e Maya sembra non gli abbiano dato retta, quindi Robert fu costretto a sabotare il St.George Project e a scappare con la tuta per viaggiare tra gli universi, ed è quello che sta facendo ancora oggi. Il prezzo da pagare per tale gesto è stato più alto del previsto in quanto Maya e Miles hanno comunque cercato di portare a termine il progetto senza Robert (e i suoi studi su Tesla). Le conseguenze sono state un incidente che ha fatto esplodere la struttura, causa della morte del suo caro amico Miles e la sua amata Maya. Da allora per sopravviver se l'era cavata rubando rare opere d'arte da un universo per poi rivenderle in un altro ma ora la Homeland Security lo ha rintracciato. Sono infatti riusciti a costruire una Immersion Suit (simile alla sua) che segue la scia lascia da quella originale ma non è però in grado di spostarsi in nuovi universi come è invece in grado di fare quella di Robert. A capo di questa delicata operazione vi è Kalani Adams, ex-capo sicurezza del Compound, Sal lavora per lei. Kalani e Robert si incontrano in una Las Vegas di un universo parallelo dove questa ribadisce ancora una volta che Robert deve riconsegnare la documentazione di Tesla. Stando al Dipartimento di Sicurezza l'esistenza di universi paralleli è una possibile minaccia per gli USA e inoltre possono rappresentare una fonte inesauribile d'energia, a questo si aggiunge la necessità di riaprire il St.George Project. Robert ha 24 ore dopo di che sarà rintracciato e rinchiuso a vita. Quando Rasl lascia la città non ha certo intenzione di dare in mano al Governo la sua tecnologia e i diari di Tesla, la sua volontà è quella di provare a fuggire insieme alla Annie di questo universo che di professione fa la prostituta. All'ultimo momento decide però di non seguirlo, è rimasta scioccata dai suoi racconti su universi paralleli e cospirazioni governative.

### The Fire of St.George
Nella stesso mondo di Annie, Robert ha conosciuto qualche tempo prima una versione alternativa di Mila, la ricercatrice con cui ha avuto una relazione sul suo mondo di origine. In questa realtà si chiama Uma Giles e fa la curatrice di un museo che si occupa di reparti delle tribù indigene con una particolare attenzione alle arti sciamaniche. Tra i due c'è subito un'intesa a cui non vi è subito un seguito. Casualmente si incontrano di nuovo dopo l'abbandono di Annie e con Robert confuso sul da farsi. Questa volta finiscono la sera stessa a casa di Uma e vi è un rapporto sessuale, l'eco dell'amore tra i due sembra superare i mondi paralleli. Robert comincia però ad avvertire strani effetti quali esplosioni di campi elettromagnetici dal suo corpo, la materia sembra distorcersi e vede più copie di una stessa persona od oggetto. Fortunatamente si tratta di episodi sporadici, ma intuisce che il viaggiare attraverso universi paralleli comincia a causare effetti collaterali sul suo fisico e (forse) la sua psiche. Oltre a questo si verifica uno strana catastrofe che colpisce la cittadina di Sells situata anch'essa nella Contea di Pima, dove si trova Robert. Il disastro che ha colpito il luogo è di natura elettromagnetica e sembra dovuto ad un fenomeno causato ad un'arma simile al Fuoco di San Giorgio, progetto al quale aveva collaborato ma che poi aveva sabotato. In questo mondo però, come in tutti gli altri da lui visitati, Tesla non è mai sopravvissuto oltre il 1900. Teme quindi che il progetto militare per cui aveva lavorato al Compound sulla sua terra di origine è stato ripreso e le conseguenze di un test si stanno manifestando in più universi. Quando ritorna a casa ne ha la dimostrazione e quindi entra nella nuova struttura dove localizza un nuovo St.George Array. Una volta entrato con l'uso della tuta a immersione prende controllo dei computer per distruggere l'insediamento e inoltre inserisce altre coordinate che coincidono con il luogo in cui si trovano i diari di Tesla, gli unici del multiverso. Prima che l'arma si metta in funzione viene individuato da Sal e dalla sicurezza, con loro c'è anche la dottoressa Kalani. Robert cerca di spiegare che il progetto va chiuso in quanto i danni creati da quel tipo di tecnologia sono incontrollabili e colpiscono più universi. Lui stesso ha registrato immagini del paesino di Sells dove ci sono persone i cui corpi sono distorti e fusi loro doppleganger. Sal non è disposto a negoziare e rivela a Rasl che Maya non è morta nell'incidente che ha colpito il Compound invece Miles è deceduto per le ferite riportate. Quindi è stata la sua amata ad aiutarli a rimettere in piedi il St.George Array ma ora pare scomparsa dopo aver preso una Immersion Suit. Robert non si lascia intimidire e riesce comunque a fuggire e tornare nel mondo da cui è arrivato (quello dove Dylan si chiama Zimmerman) ma sa che deve prepararsi ad affrontare Sal e dopo aver avvisato Uma di mettersi al sicuro, ritorno sul suo mondo. I due si affrontano su un dirupo roccioso e l'agente Crow potrebbe avere la meglio se non fosse per l'intervento della bambina misteriosa che è già apparsa a Robert più volte. Sal è distratto dalla sua interferenza e gli spara più volte ma ogni volta che cade a terra morta ne compare un'altra. Rasl approfitta dell'occasione per colpire il suo avversario e buttarlo giù dal dirupo. Subito dopo si reca nel luogo dove ha nascosto, sotto il deserto, tutto il necessario per una fuga, compresa una moto, viveri e medicinali. Oltre a tutto questo vi sono i suoi documenti e i diari di Tesla. Qui viene però raggiunto da un individuo con la tuta per viaggiare negli universi e si tratta di Maya che lo colpisce con una pistola. Come Robert aveva già intuito, la donna lo aveva ingannato in quanto si era spacciata per Uma nell'altro universo e ora lo aveva seguito in questo per impossessarsi dei preziosi documenti.
Epilogo: Maya sembra aver vinto ed è pronta a eliminare Robert ma quel luogo viene colpito dal Fuoco di San Giorgio che distrugge sia lei che i diari di Tesla. Le coordinate per l'attacco erano state inserite da Robert quando era entrato nel centro di ricerca, solo che la sua attivazione è stata volutamente ritardata così come l'autodistruzione del base militare. Fortunatamente il colpo di pistola subito da Rasl non è fatale e riesce a tele trasportarsi di nuovo nel mondo in cui "Dylan si chiama Zimmerman". Qui nello stesso luogo ha nascosto diversi mezzi per la sopravvivenza tra cui un kit medico con il quale si cura la ferita. Ma l'oggetto più importante è uno smartphone su cui ha caricato i documenti e i diari di Tesla (gli unici nel multiverso). Lo studio del celebre scienziato non è andato distrutto nonostante i rischi che ne potrebbero derivare se cadesse in mano a magnati senza scrupoli o all'apparato militare-industriale. Il luogo dove Rasl ha nascosto i preziosi documenti è ai piedi della montagna rocciosa denominata Cima Baboquivari (o Baboquivari Peak in originale). Si tratta di una montagna sacra della popolazione nataiva americana Tohono O'odham, sede del loro Dio/Creatore L'Iitoi. Uno dei loro principali simboli sacri è il labirinto rappresentato nel medaglione che Rasl porta al collo (regalatogli dalla defunta Annie). Come gli era stato poi spiegato quel particolare disegno rappresenta un percorso di crescita e di passaggio tra i mondi, manifesta in una rinnovata presa di consapevolezza.

## Personaggi
- Dr. Robert Joseph Johnson/"RASL": si tratta di uno ex-scienziato che ha lavorato per il dipartimento di sviluppo e ricerca dell'apparato militare statunitense. La sua passione e campo di specializzazione è l'elettromagnetismo. Da giovane rimane affascinato dalle Equazioni di Maxwell e sono lo spunto per iniziare le sue ricerche e studi. Questi lo porteranno ad approfondire le teorie e gli esperimenti di Nikola Tesla. Gran parte dei suoi studi e ricerche sono stati presi dall'esercito dopo la morte dello scienziato croato nel 1943 e lo sviluppo di tecnologie basate sulle intuizioni e teorie di Tesla sono finanziate unicamente dall'apparato militare a scopi bellici. Nonostante sia un anti-militarista e pacifista convinto, Robert ha dovuto quindi collaborare con questo settore ed è grazie a questo che ha sviluppato la tuta a immersione, strumento rivoluzionario per viaggiare tra gli universi paralleli. Altro grande interesse sono le arti sciamaniche e il simbolismo ad esso collegato. Prima di compiere un salto da un mondo all'altro, indossa (oltra alla tuta) una maschera sciamanica anche se non è chiaro se abbia uno scopo funzionale e la usi come una sorta di feticcio. Sul braccio sinistro ha un tatuaggio con il nome Maya, suo primo grande amore e collaboratrice nelle ricerche presso il Compound dell'esercito. Al collo porta però un medaglione con un simbolo che raffigura un labirinto, dono di Annie, una ragazza meticcia con cui ha una relazione in due mondi diversi. Il nome RASl è un anagramma che deriva dalle lettere iniziali delle parole tratte dalla frase "Romance at the Speed of Light" (ovvero  una relazione alla velocità della luce)[2]. Si tratta di un'espressione con la quale Maya ha definito la loro storia d'amore[2].
- Salvador "Sal" Crow: è un assassino ingaggiato dal Compound per eliminare RASL. L'esercito lo ha dotato come lui degli strumenti per muoversi tra gli universi paralleli. È caratterizzato da tratti somatici che lo fanno somigliare a una lucertola. Nonostante si tratti di un sicario senza scrupoli pare avere una profonda conoscenza sulle teorie degli universi paralleli. Quella che crede essere la più vicina alla realtà destabilizza alcune delle certezze fisico-matematiche di Robert.
- Maya Riley è la moglie del Dottor Miles (il più caro amico di Robert) e collabora come ricercatrice insieme al marito e a Robert presso il Compound gestito dall'esercito. Segretamente è l'amante dello stesso Robert, i due sembrano non avere scrupoli nel tradire l'amicizia e la fiducia di Miles. Dopo la sua presunta morte nella realtà d'origine di Rasl (quella dove Bob Dylan si chiama Bob Dylan), Robert ne trova una versione alternativa in un universo parallelo (quello dove Dylan si chiama Zimmerman) e qui il nome di Maya è Uma Giles ed è la curatrice di un museo sui reperti delle tribù indigene con una particolare attenzione per tutto ciò che rientra nel campo dello sciamanesimo. Anche tra Robert e Uma nasce una storia d'amore.
- Annie: è una ragazza con cui Robert ha origine sul suo mondo di origine ed è la prima vittima di Sal. Annie è a conoscenza dei viaggi attraverso gli universi paralleli del suo amato e tra loro pare esservi un forte legame. Poco prima di morire aveva gli aveva donato un medaglione con un simbolo sciamanico che raffigura un labirinto. Sconsolato per la perdita Robert cerca la ragazza anche in un mondo parallelo (quello dove Dylan Dylan si chiama Robert Zimmerman). In questa realtà fa la prostituta e stranamente lo trova familiare. Tra i due sembra già esserci un legame. Anche lei però viene attaccata da Sal e usata come ricatto per ottenere i documenti che dovrebbero appartenere al dipartimento di ricerca militare.
- Miles Riley è il miglior amico di Robert/RASL e i due hanno da sempre avuto la passione comune per la ricerca scientifica, nel campo specifico dell'elettromagnetismo. A differenza di Robert, Miles è però più fedele al causa militarista e non si pone scrupoli a portare avanti le ricerche e gli esperimenti per creare nuove armi. Il principale progetto a cui lavora, con Robert e la moglie Maya, è il Fire of St. George[3]. La sua funzione è devastante e si basa sui progetti di Tesla che riguardano «l'arma che porrà fine a tutte le guerre» e "il raggio della morte"[3]. Tale affermazioni sono state fatte pubblicamente dallo stesso scienziato croato. Miles e Robert sono così arrivati a sviluppare un'arma ad alta frequenza in grado di spostare blocchi dell'atmosfera terrestre per sviare missili balistici, creare colonne d'aria che bloccano droni e aerei, produrre un raggio di plasma in grado di colpire il nemico senza lasciare tracce[3]. Robert non vuole però sperimentarla perché ne capisce il pericolo e avverte Miles che però vuole procedere ad ogni costo. I due entrano in contrasto e le loro strade si separeranno.
- La bambina del deserto (nome non specificato dall'autore): si tratta di una bambina apparentemente denutrita, muta e che vaga solitaria per il deserto dell'Arizona[2]. Sembra apparire a Robert in momenti cruciali della storia, in quegli istanti in cui il suo destino (e non solo) sono ad uno snodo[2]. Il punto è che non dice mai nulla e appare in diversi universi paralleli. Gli unici due messaggi che sembra dare a Rasl è un disegno sulla sabbia che sembra riprenderne uno simile di Nikola Tesla e l'altro facendo un segno di avvertimento mentre osserva il tatuaggio di Maya sul braccio sinistro di Robert. Un senza tetto che si fa chiamare Il Presidente gli dice di sapere l'identità della bambina, ovvero Dio[2].

## Riferimenti a personaggi e luoghi storici

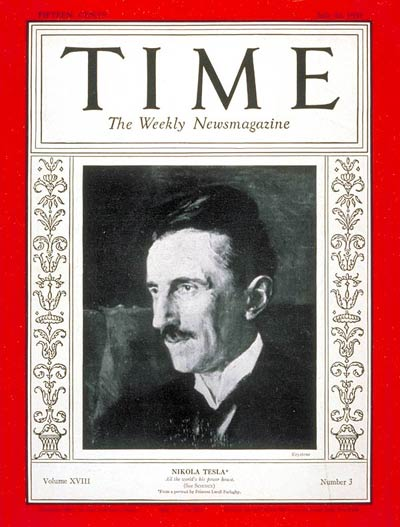
Foto di copertina del Time Magazine dedicata a Nikola Tesla per il suo settantacinquesimo compleanno. Data di pubblicazione: 20 luglio 1931. L'immagine viene ripresa da Jeff Smith nel fumetto RASL.

- Nikola Tesla: Jeff Smith cita a più riprese le scoperte del celebre inventore croato attingendo sia a fonti realmente attendibili sia a diverse teorie speculative sulla natura dei suoi studi e dei suoi esperimenti. Il protagonista del fumetto Rasl è un grande ammiratore delle opere di Tesla, il centro di ricerca militare dove deve sviluppare il Fire of St. George e la Immersion Suit si basa sulle scoperte del famoso scienziato[1][2]. La tuta a immersione che gli permette di viaggiare tra gli universi viene completata grazie alle conoscenze apprese su dei diari segreti di Tesla, custoditi dall'apparato militare. In effetti Tesla è stato fautore di centinaia di brevetti (circa 700 secondo alcune fonti) e scoperte spesso non riconosciutegli se non postume[4]. Ad esempio viene riconosciuto come primo inventore della radio dalla Corte Suprema il 21 giugno del 1943 (sei mesi dopo la morte). Gli studi per cui è più famoso sono però quelli che riguardano lo studio dell'elettricità, della bobina di Tesla, dell'energia libera, della turbina senza pale, del magnetismo terrestre, i raggi cosmici e i raggi x[4]. Costruisce il primo motore ad induzione di corrente alternata. Questo lo porta in contrasto con Thomas Edison, sostenitore della corrente continua. La guerra tra i due ed aspra e si scatena anche a livello personale in quanto Tesla ha lavorato duramente per Edison senza che questi lo retribuisse come pattuito o finanziasse le sue ricerche. Tale rivalità ha notevole risonanza anche a livello giornalistico e porta allo scontro noto come Guerra delle correnti[4]. Sarà Tesla a dimostrare la maggior validità ed efficacia del suo sistema di trasmissione della corrente durante l'Expo del 1893 a Chicago, l'intera Fiera viene infatti illuminata ininterrottamente dalla corrente alternata fornita dalla società del suo finanziatore George Westinghouse (citato nel fumetto)[4]. Nel 1899 arriva a teorizzare la trasmissione di corrente attraverso l'etere, un sistema di trasmissione globale senza fili e la possibilità di catturare l'energia del sole o estrarla dall'ambiente[4]. Il potente banchiere J.P. Morgan Jr ne è affascinato e inizialmente lo finanzia il che permette a Tesla di costruire la famosa antenna Wardenclyffe Tower a Long Island ma nel momento in cui Guglielmo Marconi trasmette nel 1901, con un telegrafo senza fili (già teorizzato da Tesla), la lettera S al di la dell'oceano, Morgan toglie il sostegno al genio croato[4]. La Torre viene demolita definitivamente nel 1917. Tesla però non interrompe i suoi studi ed esperimenti alla fine degli anni venti, nel momento in cui perde ogni sostegno finanziario, ma li porta avanti fino alla morte avvenuta in solitudine e disgrazia nel 1943[4]. Il fatto che molte delle sue ricerche, annotazioni e teorie di questo periodo siano andate perdute o siano tuttora classificati dal Governo hanno alimentato ulteriormente il mito di Tesla[4]. Il fumettista Jeff Smith sfrutta questa zona grigia della storia per attribuire allo sfortunato scienziato teorie rivoluzionarie e molto avanti rispetto a quelle dell'epoca[2]. Gli si attribuisce la teoria dell'esistenza di un multiverso e delle basi teoriche per attraversare la membrana che separa le varie realtà, fenomeno possibile grazie dei campi rotatori magnetici[1][2]. Vi sarebbero inoltre i suoi studi dietro il misterioso esperimento della marina denominato Philadelphia Experiment del 1943. Il suo ultimo grande esperimento di trasmissione di energia attraverso l'etere avrebbe inoltre portato al disastro di Tunguska del 1908 in quanto ha richiamato energie provenienti da universi paralleli creando così una catastrofe di proporzioni immani in Siberia[2].

Epicentro del disastro di Tunguska e l'area da cui fu visibile l'esplosione.

- Evento di Tunguska: si tratta della più grande esplosione naturale registrata nella storia recente. Ha colpito la Siberia il 30 giugno del 1908 devastando un'area di oltre duemila chilometri quadrati. Le cause non sono ancora state individuate ma vi sono varie ipotesi e speculazione scientifiche o pseudo tali sul fattore scatenante di tale cataclisma. Nel fumetto RASL viene presa come vera la teoria (non provata) secondo la quale si tratti di un esperimento di origine umana e attribuito a Nikola Tesla[2]. Il tutto sarebbe partito dall'ultimo grande esperimento dello scienziato croato nel disperato tentativo di dimostrare la possibilità di trasmettere energia libera al mondo attivando un sistema globale di trasmissione attraverso la torre Wanderclyffe di Long Island[2]. Dal 1903 Morgan aveva smesso di finanziarlo e presto la torre sarebbe stata messa in disuso e poi smantellata[4]. Nel giugno del 1908, però, i cittadini di Long Island videro la struttura emanare una strana luminescenza, seguita da un fenomeno nel cielo paragonabile a quello dell'aurora boreale[2]. Dopo pochi attimi il tutto svanì e quella fu l'ultima volta in cui si verificarono strani fenomeni intorno a quella che veniva considerata la costruzione di uno scienziato folle e spregiudicato[4]. Secondo Robert e i documenti segretati della marina, quell'esperimento portò a conseguenze inaspettate in quanto catalizzò le energie elettromagnetiche di altri universi, forze capaci di fluire attraverso le realtà e le dimensioni[2]. I calcoli errati di Tesla non avevano tenuto conto dell'enorme potenziale energetico che si può richiamare nell'etere attraverso un flusso da altre dimnensioni, questò causò l'enorme scarica elettromagnetica che colpì Tunguska[2]. Successivamente lo scienziato arrivò così a teorizzare l'esistenza di altri mondi e dimensioni tra cui fluisce l'energia. Il motivo per cui Robert non vuole ultimare per l'esercito l'arma denominata Fuoco di San Giorgio risiede proprio nel fatto che si andrebbero a smuovere forze non gestibili e difficilmente calcolabili a livello fisico-matematico[2].
- Esperimento di Filadelfia: si tratterebbe di un esperimento della marina statunitense avvenuto nell'ottobre 1943 ma non vi è mai stata conferma ufficiale del governo americano. Secondo quanto riportato dai presunti testimoni è avvenuto su ordine dello stesso Presidente Roosvelt e avrebbe coinvolto diversi scienziati tra cui Albert Einstein[1]. I principi sui quali si basava erano però quelli sviluppati da Tesla durante la Prima Guerra Mondiale e proposti, durante quel conflitto, all'assistente segretario del Dipartimento della Marina, ovvero Roosvelt[1]. Il fine del progetto è quello di generare un forte campo elettromagnetico intorno ad una nave al fine di piegare le stesse onde elettromagnetiche rendendola di fatto invisibile non solo al radar ma anche allo spettro visivo dell'occhio umano[1]. L'esperimento pare sia stato però un tragico fallimento in quanto la nave è scomparsa come previsto ma è poi riapparsa (a centinaia di miglia di distanza) con i corpi di gran parte dell'equipaggio fusi alle pareti e i sopravvissuti avevano perso il senno[1]. Questo precedente è uno dei motivi per cui Rasl non vuole consegnare all'esercito gli studi di Tesla e arriva a sabotare l'arma denominata Fire of St.George per poi darsi alla fuga[1]. La sua opinione è che l'esercito «aveva aperto una porta verso qualcosa che non poteva controllare», le sperimentazioni militari basate sugli studi di Tesla devono (secondi Rasl) terminare altrimenti porteranno a catastrofi e tragedie maggiori[1].

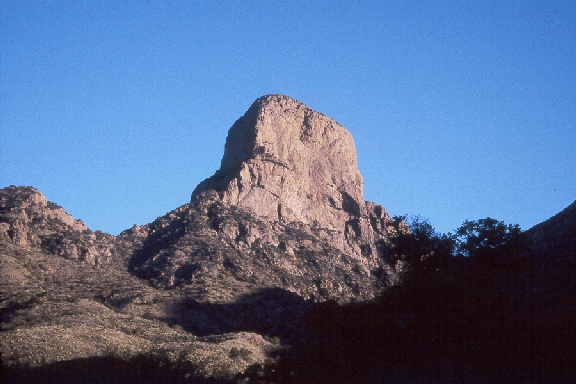
La Baboquivari Peak in Arizona, montagna sacra per la Nazione dei Toho O'odham i cui miti e simbolismi vengono ripresi da Jeff Smith in RASL. Qui si svolge l'atto finale dell'opera (foto del 2007).

- Boboquivari Peak Wilderness (o "la landa della Cima Baboquivari)  nella Contea di Pima (Arizona). Si tratta di una montagna sacra per i nativi americani della tribù Tohono O'odham, termine che significa "Popolo del Deserto". Secondo la loro tradizione all'interno della montagna risiede "L'itoi" (il fratello maggiore), un essere divino che li ha condotti in quel luogo portandoli fuori dall'oscurità/mondo sotterraneo. Il simbolo più importante per la cultura sciamanica di questo territorio è rappresentato da un labirinto all'inizio del quale vi è un uomo stilizzato. Nel fumetto di Jeff Smith tale località e il suo folklore riveste un'importante valore in quanto è ai piedi della Cima Baboquivari che Rasl nasconde i Diari di Tesla ed è quello il luogo in cui vi è il confronto finale con la Maya/Uma. Inoltre all'inizio della storia Annie, ragazza di origine nativo americana, gli dona un medaglione con il simbolo del labirinto. La leggenda racconta che quella zona è anche il punto in cui il Popolo del Deserto è emerso dall'oscurità ed è arrivato su questa Terra per iniziare un nuovo ciclo dell'esistenza, il labirinto rappresenta quindi sia il passaggio sia un percorso iniziatico necessario per iniziare una nuova vita. Ed è proprio in questo luogo che Rasl sembra rinascere e vincere le sue battaglie e i suoi demoni, sconfiggendo l'Agente Sal Crown l'ex-amata Maya/Uma.

## Pubblicazioni
- RASL nn.1-15, Jeff Smith (testi e disegni), serie regolare (conclusa), editore: Cartoon Books, marzo 2008 - agosto 2012.

## Edizione italiana
L'edizione in lingua italiana è stata curata dalla BAO Publishing che ha pubblicato la storia in 4 volumi brossurati nella versione in bianco e nero. Sono stati pubblicati tra il 25 ottobre 2012 e il 14 novembre 2013 descrivendo il genere dell'opera come  Scienza interdimensionale.